# ردکلیف، گریتر منچستر
ردکلیف (به انگلیسی: Radcliffe) یک شهرک در بریتانیا است که در کلان‌شهر مستقل بری واقع شده‌است. ردکلیف ۲۹٬۹۵۰ نفر جمعیت دارد.